# De Hoop (Maassluis)
Korenmolen De Hoop in de Nederlandse stad Maassluis is een stellingmolen die in 1690 werd gebouwd, hetgeen uit een akte blijkt. Gezien de vorm en materiaal van de stenen molen is dit jaartal mede gestaafd. Een houten voorganger werd in 1620 op deze plaats opgericht.
Het is een ronde stenen molen, waarvan de kap is gedekt met dakleer. De wieken hebben een vlucht van 26,30 meter en hebben de Oudhollandse vorm.
De landschappelijke waarde van deze molen is zeer groot.
De molen is voorzien van twee koppels stenen waarvan een koppel zogenaamde Blauwsteen natuursteen is. In 1956 werd op de binnenroede het systeem Ten Have met stroomlijnneus aangebracht. Op 2 september 1963 is door een technisch mankement (volgens de arbeidsinspectie) de bovenas van de molen gebroken en stortte het wiekenkruis door de stelling heen. De molen werd hersteld van 1969 tot 1971 en het Ten Have-wieksysteem werd vervangen door een Oudhollands wieksysteem. Sinds het voorval uit 1963 is niet meer bedrijfsmatig met de molen gemalen.
Sinds 1928 is de gemeente Maassluis eigenaar van de molen. Hij is regelmatig te bezoeken.

## Externe links

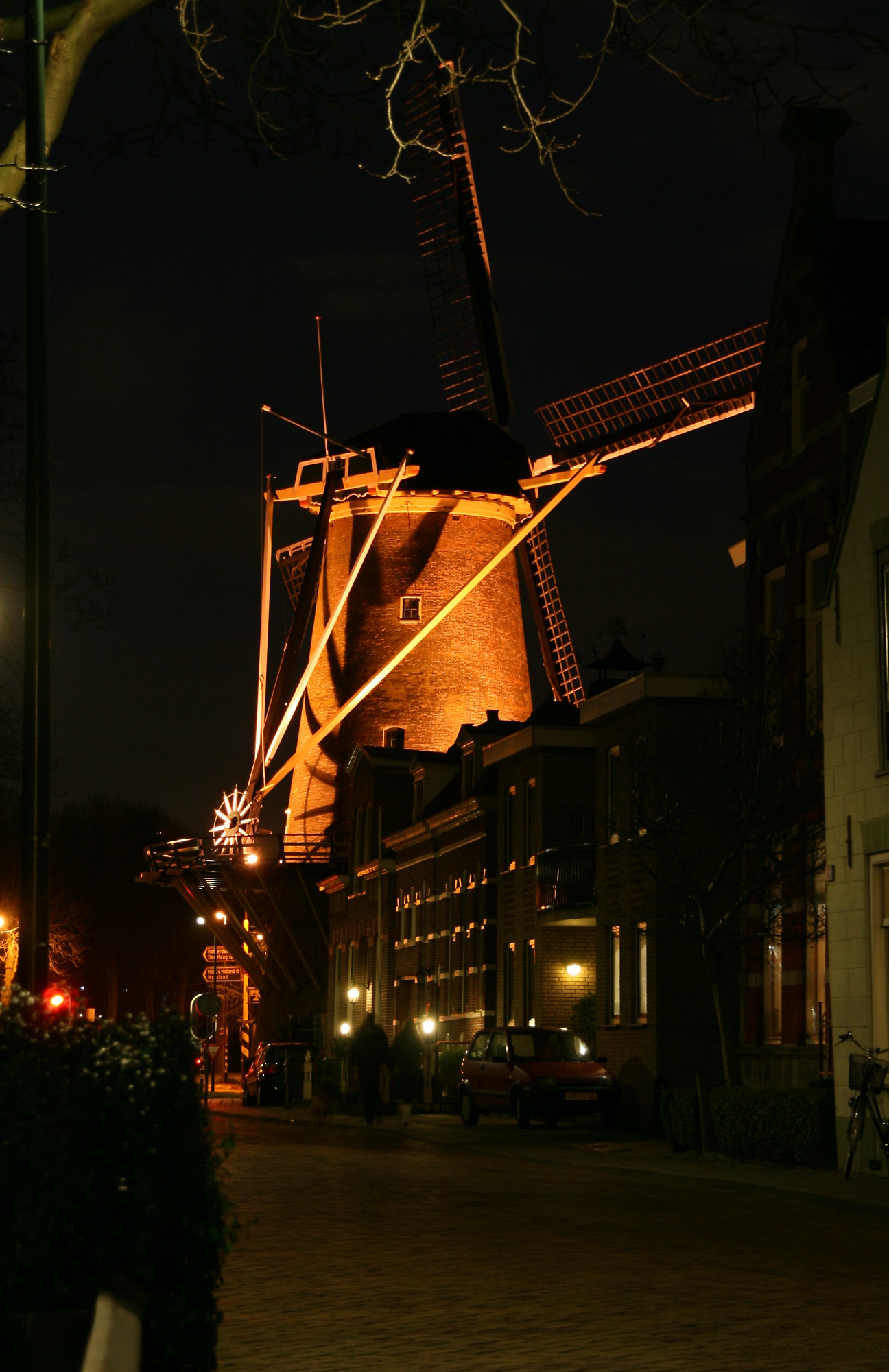
De molen bij avond